# Малое Воронское
Малое Воронское — пресноводное озеро на территории Амбарнского сельского поселения Лоухского района Республики Карелии.

## Общие сведения
Площадь озера — 1,5 км², площадь водосборного бассейна — 94,1 км². Располагается на высоте 80,7 метров над уровнем моря.
Форма озера лопастная, продолговатая: оно более чем на четыре километра вытянуто с северо-востока на юго-запад. Берега изрезанные, каменисто-песчаные, преимущественно возвышенные, местами заболоченные.
Через озеро протекает безымянный водоток, текущий из озера Большого Воронского и впадающий в Ланозеро, через которое течёт река Гридина, впадающая в Белое море.
В озере расположено не менее шести небольших безымянных островов различной площади.
Населённые пункты вблизи водоёма отсутствуют.
Код объекта в государственном водном реестре — 02020000711102000002835.